# Цефей (сузір'я)

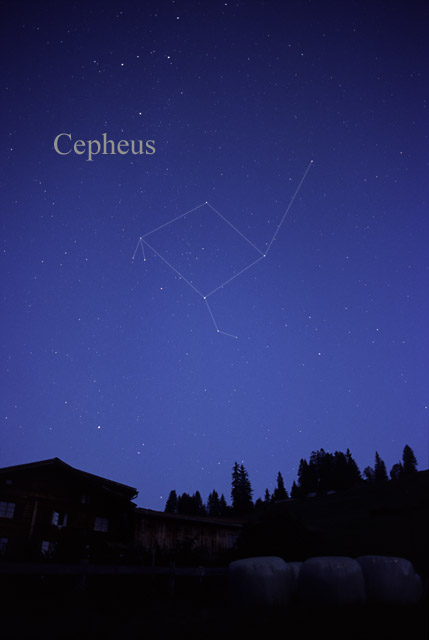
Сузір'я Цефей неозброєним оком.

Цефе́й (Кефе́й) (лат. Cepheus) — сузір'я північної півкулі неба. Містить 148 зір, видимих неозброєним оком.
Найкращі умови видимості ввечері — у вересні-грудні.

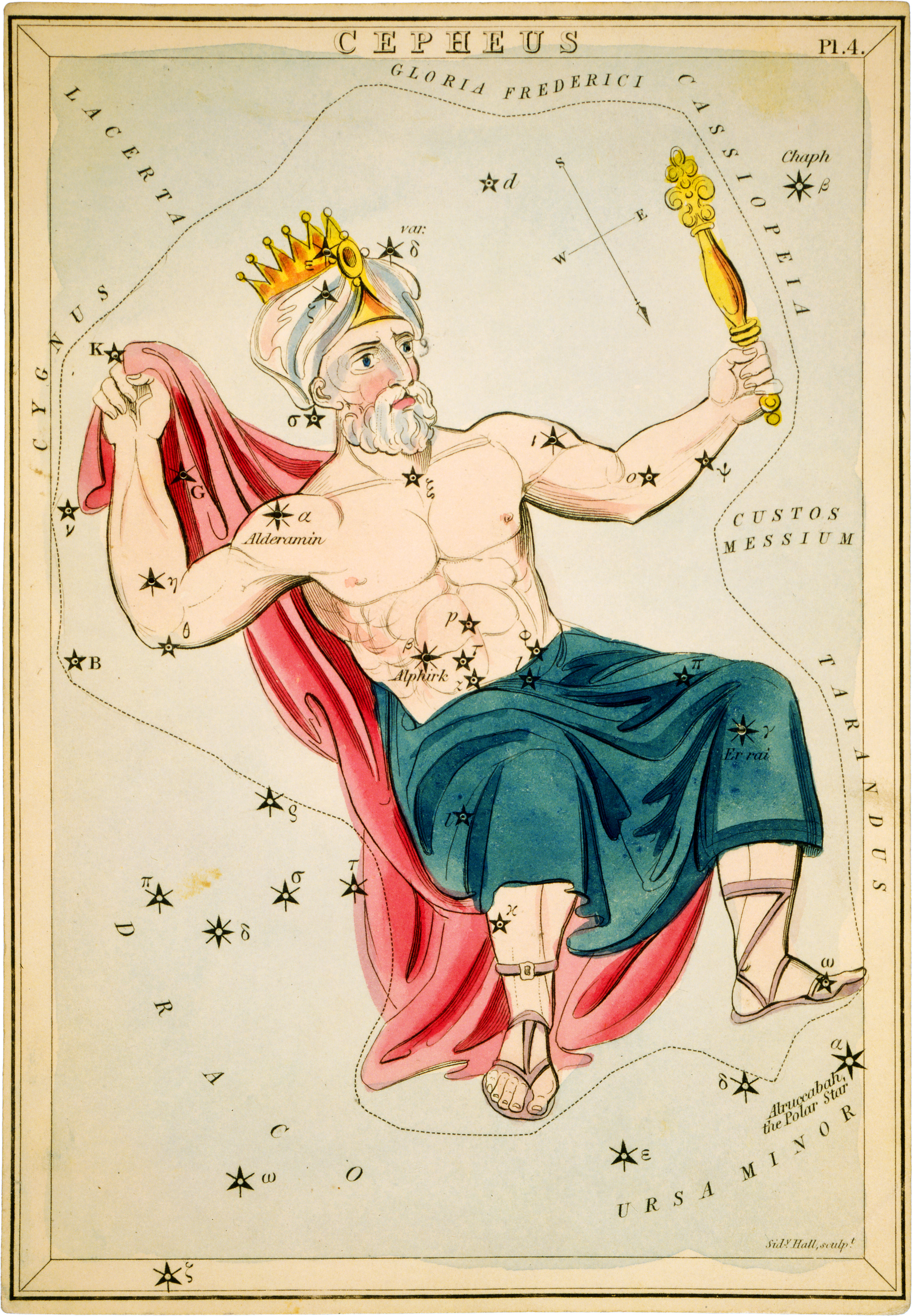
Сузір'я Цефей із «Дзеркала Уранії», набору тематичних карток опублікованого в Лондоні бл. 1825 року

## Історія
Сузір'я включене в каталог зоряного неба Клавдія Птолемея «Альмагест».
Назву отримало на честь міфічного ефіопського царя Кефея, чоловіка Кассіопеї та батька Андромеди.

## Значимі об'єкти

### Зорі
Гамма Цефея — подвійна зоря завдальшки приблизно 50 світлових років від Землі. Система складається з субгіганта й червоного карлика. Унаслідок випередження рівнодення γ Цефея буде полярною зорею від 3000 до 5200 року.
δ Цефея є прототипом змінних зір типу цефеїд.
Крюгер 60 — подвійна зоря з яскравістю 11m, що складається з двох червоних карликів. Ця зоряна система є однією з найближчих до Землі: розташована на відстані лише 13 світлових років.

### Об'єкти далекого космосу
- NGC 188 — розсіяне скупчення, одне за найдавніших відомих розсіяних скупчень.
- NGC 6946 (Галактика Феєрверк) — спіральна галактика, у якій спостерігалося дев'ять наднових зір[джерело?], найбільше серед усіх галактик[джерело?].
- туманність NGC 7538, у якій розташована найбільша відома протозоря[джерело?].

## В інших культурах
Давньокитайська міфологія розповідає про зорі Цефея у зв'язку із Му-ваном династії Чжоу 周穆王 (10 с. до н. е.) та його сміливим візником Цзаофу 造父, через зусилля якого ван спромігся дістатися неба. Цзаофу, за цим міфом, є ζ Cep., а інші вісім зір то є коні його колісниці[джерело?].